# Mario Strikers: Battle League
Mario Strikers: Battle League, conocido en Europa y Australia como Mario Strikers: Battle League Football, es un videojuego de fútbol desarrollado por Next Level Games  en conjunto con Nintendo EPD y publicado por Nintendo para Nintendo Switch. Su lanzamiento fue el 10 de junio de 2022 a nivel mundial. Es el tercer juego de la serie de Mario Strikers.
El juego recibió críticas mixtas, y los críticos elogiaron su mecánica de juego, multijugador y presentación, aunque recibió críticas por su escasa lista de personajes de lanzamiento, así como por la falta de contenido para un solo jugador. Este fue el último juego que presentó la interpretación de voz de Charles Martinet como Wario y Waluigi, antes de retirarse de la voz de los dos personajes en 2023.

## Jugabilidad
Mario Strikers: Battle League es un videojuego de fútbol parecido al showbol de cinco contra cinco. El juego se aleja del realismo, a favor de una jugabilidad caótica y exagerada a comparación de anteriores entregas. El juego mantiene la premisa principal del deporte, donde los jugadores maniobran a los jugadores alrededor de un campo en un esfuerzo por pasar y disparar una pelota a una portería para anotar puntos, y el equipo con más puntos al final de un juego gana el juego. Sin embargo, el juego se toma muchas libertades con el deporte. Las entradas y los ataques agresivos están completamente permitidos, aunque le dan al jugador contrario "elementos" para usar a su disposición. Los elementos a menudo funcionan de la misma manera que Mario Kart o Mario Tennis: se pueden colocar cáscaras de plátano en el campo y los personajes se deslizarán sobre ellas, mientras que se pueden disparar proyectiles a los personajes para derribarlos temporalmente. No existe "posición prohibida" en el campo, en cambio, se coloca una cerca eléctrica alrededor del campo, en la que los jugadores pueden controlar y golpear a los personajes opuestos. Además, recolectar un orbe brillante que aparece en el campo le permite al jugador realizar un "Hyper Strike" y anotar un gol de 2 puntos si el movimiento se carga sin interrupción.
En el juego, el jugador elige un personaje principal de la franquicia de Mario, como Mario o la Princesa Peach, y un equipo de otros tres personajes para completar el resto del equipo. Todos los personajes tienen varias fortalezas y debilidades, en Battle League también permite la personalización del equipo en los personajes, lo que afecta las estadísticas del personaje en cosas como la velocidad, la fuerza y la precisión del pase.
Hasta ocho jugadores pueden jugar partidas multijugador locales, con un jugador usando solo un Joycon cada uno, lo que permite un juego de cuatro contra cuatro, con la computadora manejando la portería. También está disponible el modo multijugador en línea, que incluye un "Modo Club" en el que grupos de hasta 20 jugadores pueden crear su propia temporada de juego, con marcadores de seguimiento de puntajes.

## Desarrollo
El juego se anunció por primera vez durante un Nintendo Direct el 9 de febrero de 2022. Es la tercera entrega en la serie y la primera entrada nueva en casi 15 años, luego de una larga brecha en los lanzamientos después de Super Mario Strikers (2005) para GameCube y Mario Strikers Charged (2007) para Wii. El primer juego de la saga que está siendo desarrollado conjuntamente por Next Level Games y Nintendo EPD. El 19 de julio de 2022, se confirmó que regresan la Princesa Daisy (después de que Nintendo por alguna razón la rechazó en el estreno del juego) y Shy Guy como personajes gratuitos. El 13 de septiembre de 2022, se confirmó que llega Pauline y que regresa Diddy Kong como personajes gratuitos. El 13 de diciembre de 2022, se confirmó que llega Birdo y regresa Bowser Jr. como personajes gratuitos.

## Personajes
Iniciales 
- Mario
- Luigi
- Peach
- Toad
- Rosalina
- Yoshi
- Wario
- Waluigi
- Donkey Kong
- Bowser

 Personajes DLC 
DLC 1
- Daisy
- Shy Guy

DLC 2
- Pauline
- Diddy Kong

DLC 3
- Birdo
- Bowser Jr.